# Tina thouarsiana
Tina thouarsiana là một loài thực vật có hoa trong họ Bồ hòn. Loài này được (Cambess.) Capuron miêu tả khoa học đầu tiên năm 1969.